# 沙長城
沙長城（Great Wall of Sand），是美國太平洋艦隊司令哈里·B·哈里斯海军上將於2015年3月31日在澳洲訪問時提出的新名詞，意指中華人民共和國在南海爭議地區諸島進行大規模填海建造人工島的行為。中國政府在此有領土糾紛的區域開展了其稱之為「開荒」的一系列項目，他們抽取砂石噴塗至珊瑚礁上面覆蓋形成陸地，興建包括軍事設施在內的永久性建築，比如在永暑礁上的3000公尺跑道。到2016年12月，人造岛屿总面积已达到 1,300 公顷（13平方公里），并且已经安装了“‘重要’武器系统，包括防空和反导弹系统”。 
中华人民共和国不是在此爭議地區進行填海造陸的唯一声索方，但其他声索方的在規模上均無法与其相提並論。越南早於中國進行填海造陸，在其控制的西礁與敦謙沙洲（越南稱山歌島）新增分別约6.5万平方米與2.1万平方米的土地；而中國在永暑礁一年就已經造出90万平方米的土地。中華民國也曾在其實際控制的太平島進行幾次小規模擴建工程。

## 事件

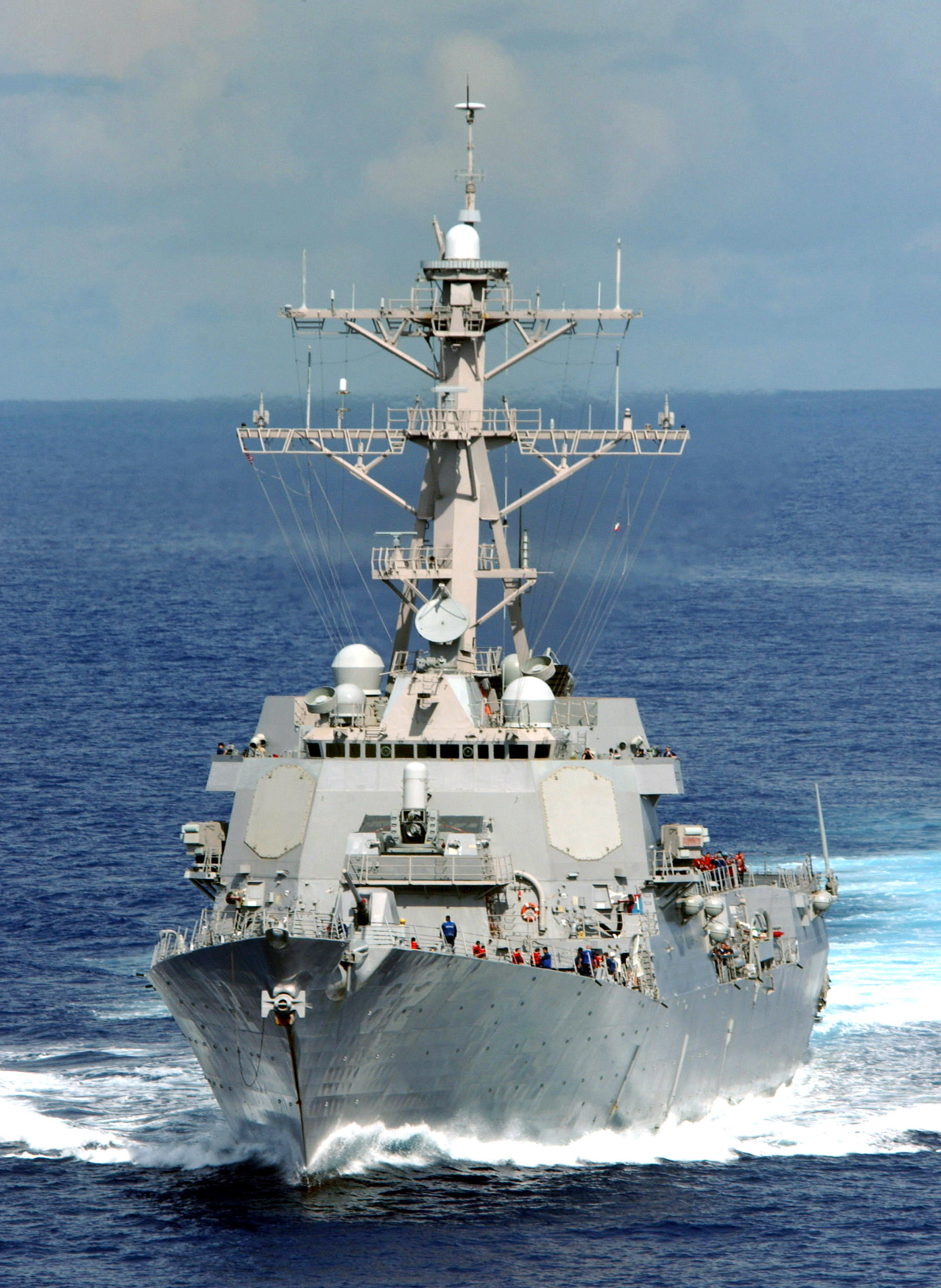
2015年10月、美國海軍拉森号驱逐舰已到達渚碧礁12海浬範圍（拉森号驱逐舰）

2015年5月，中美兩國在該區域發生了對峙事件。美國海軍的P-8A偵察機遭到中国人民解放军海军的警告而離去 。中國政府稱，自己有權為了維護主權，與防止海上事故，而行使一切權利；美國則稱，南中國海爭議地區目前於國際法屬於國際水域，美軍有在該區域通過的使用自由，美軍也將持續在該區域進行監測與飛航等的一切合法作為。
2015年10月，美國國務院證實，美國將再次派遣軍艦或軍機進入此區域。27日，美聯社等媒體引用不願透露姓名的美方官員消息，指美國海軍拉森号驱逐舰已到達渚碧礁12海浬範圍，中國外交部長王毅則警告美國，不要「無事生非」，张业遂召見了美國駐中國大使马克斯·博卡斯提出了正式外交抗議，中國國防部也證實曾派遣驅逐艦對美艦發出警告；不過美軍官員仍持續先前說法，稱該處水域美方有權自由通過，且美軍還會持續派遣更多軍艦與飛機前往該處「通過」，因為華盛頓當局已多次表明不承認以人工建立的島礁，作為領土主張的依據。

## 島礁建設
以南沙群島部分為例：
| 名稱   | 增建設施                                                     | 造陸(公顷) | 資料來源               |
| ------ | ------------------------------------------------------------ | ---------- | ---------------------- |
| 华阳礁 | 港池、防波堤、數棟支援性建築、直升機停機坪、雷達設施         | 23         | （页面存档备份，存于） |
| 永暑礁 | 跑道 (~3000m)、港口、數棟水泥建築、數棟支援性建築、棧橋      | 274        | （页面存档备份，存于） |
| 南薰礁 | 港池、防空設施、通訊設施、支援性建築、防禦塔、海軍炮火       | 14         | （页面存档备份，存于） |
| 东门礁 | 港池、岸防設施、4座防禦塔、港口、各種軍事設施                | 8          | （页面存档备份，存于） |
| 赤瓜礁 | 港池、水泥平台、防禦塔、脫鹽幫浦、燃料槽、軍事設施、雷達設施 | 11         | （页面存档备份，存于） |
| 美济礁 | 跑道 (~3000m)、港池、海堤                                    | 558        | （页面存档备份，存于） |
| 渚碧礁 | 跑道 (~3000m)、港池、棧橋                                    | 395        | （页面存档备份，存于） |

## 立場
中國政府稱，在該區域的工程大多是基於民用的需求，軍事設施的部分僅為滿足基本防禦。中國的目標是計畫在該區域建造住房，及能提供天氣預報，和為各國漁船協助導航的系統 。
根據美國海軍的說法，中國在2015前半年已陸續完成了新土地的建設工程，面積已超過了4平方公里，而且還在增加中，美國不承認中國在該區域擁有主權，不过美国总统奥巴马在2015年6月1日表示中国对南海的一些主权宣称也许合法。
东南亚国家联盟（ASEAN）稱，在此區域的大規模建設工程可能會破壞此地的和平、安全與穩定；而且如此大規模的開發將覆蓋珊瑚礁，對當地的海洋生態與漁業帶來災難。